# Marie Ryantová
Marie Ryantová (* 3. srpna 1964 Písek) je česká historička a archivářka.

## Život
V letech 1982 – 1986 vystudovala Filosofickou fakultu Univerzity Karlovy v Praze (obor archivnictví a pomocné vědy historické). Studium zakončila obhajobou diplomové práce „Pozůstalostní spisy duchovních z let 1714 až 1730 a jejich počítačové zpracování. Příspěvek k poznání struktury nižšího duchovenstva pražské arcidiecéze v období vrcholící protireformace“. V témže roce získala titul PhDr. Po ukončení studia pracovala až do listopadu 2001 v Archivu Národního muzea v Praze nejdříve jako archivářka, později jako kurátorka-vědecká pracovnice a sedm let jako zástupkyně vedoucího. V prosinci 2001 se stala vedoucí Oddělení rukopisů a starých tisků Knihovny Národního muzea, kde setrvala až do konce listopadu 2004. Současně od roku 1999 externě působila na Historickém ústavu Jihočeské univerzity v Českých Budějovicích, kde získala od roku 2003 částečný a na podzim 2004 plný úvazek jakožto odborná asistentka. V roce 2005 se habilitovala a od 1. dubna 2006 působí na nově založeném Ústavu archivnictví a pomocných věd historických Filozofické fakulty Jihočeské univerzity v Českých Budějovicích jako ředitelka ústavu, je garantkou bakalářského (do roku 2022), magisterského a doktorského studia. Ke dni 18. května 2023 ji prezident ČR jmenoval (na návrh vědecké rady UK) profesorkou pro obor pomocné vědy historické. Od roku 2024 působí rovněž na Katedře pomocných věd historických a archivního studia FF UK.
V letech 1996 až 2021 byla členkou výboru České archivní společnosti, v letech 2002 až 2008 zastávala funkci pokladní a v letech 2008 až 2014 byla předsedkyní ČAS. Od roku 1999 je členkou výboru Sdružení historiků České republiky - Historického klubu 1872, v letech 2002 až 2008 a 2015 až 2022 jakožto tajemnice SH ČR, v letech 2008 až 2015 a nově od roku 2022 místopředsedkyně. Od roku 2005 je členkou výboru České společnosti pro výzkum 18. století a od roku 2011 členkou Českého národního komitétu historiků. Kromě toho je členkou redakčních a oborových rad. Od roku 2014 je členkou International Institute for Archival Science v Terstu a Mariboru (za Českou republiku).
Zabývá se dějinami raného novověku, především kulturními a církevními, ale i pomocnými vědami historickými, raně novověkými i novověkými ego-dokumenty a edicemi historických pramenů. Absolvovala řadu stipendijních pobytů především v SRN (Berlín, Lipsko, Výmar, Gotha, Wolfenbüttel) a Rakousku (Vídeň), ale i v Římě, a badatelských pobytů v dalších zemích (Velká Británie, SRN, Rakousko, Švédsko, Polsko, Lotyšsko).

### Ocenění
- 2014 – medaile Za zásluhy o české archivnictví
- 2017 – výroční cena nakladatelství Vyšehrad (za knihu Polyxena z Lobkovic. Obdivovaná i nenáviděná první dáma království)
- 2018 – cena rektora Jihočeské univerzity (za kníhu Konvertita a exulant Jiří Holík)

## Publikace
- Historikův adresář : historické instituce v České republice : ústavy a katedry vysokých škol, ústavy Akademie věd ČR, archivy a muzea. Praha : Sdružení historiků České republiky – Historický klub, 2002. 231 s. ISBN 80-901027-5-1
- Kaple sv. Ducha v Hrazanech : (80 let od vysvěcení). Hrazany : Obecní úřad Hrazany, 2006. 63 s. ISBN 80-239-7178-6
- Památníky, aneb, Štambuchy, to jest alba amicorum : kulturně historický fenomén raného novověku. České Budějovice : Jihočeská univerzita, 2007. 561 s. ISBN 978-80-7040-976-3
- Marie Ryantová a kol., Bohemia – Saxonia. Vybrané otázky dějin českých zemí a Saska a jejich prameny v archivech obou zemí/ Ausgewählte Probleme von Geschichte Böhmens und Sachsens und ihre Quellen in den Archiven beider Länder. Praha: Česká archivní společnost, 2011. 280 s. ISBN 978-80-904688-2-5
- Býti archivářem. Přednášky ze stejnojmenného cyklu pořádaného v Českých Budějovicích (Ed. Marie Ryantová). Pelhřimov: Nová tiskárna, 2012. 224 s. ISBN 978-80-904688-5-6
- Vrchnostenské hospodaření na panství Vysoký Chlumec v 17. a na počátku 18. století. Příspěvek k dějinám českého velkostatku. Pelhřimov - České Budějovice: 2014. 212 s. ISBN 978-80-7415-089-0
- Polyxena z Lobkovic. Obdivovaná i nenáviděná první dáma království. Praha: Nakladatelství Vyšehrad, 2016, 536 s. ISBN 978-80-7429-527-0; 2. vyd. Praha: Nakladatelství Vyšehrad 2022, ISBN 978-80-7601-705-4
- Konvertita a exulant Jiří Holík. Příspěvek k dějinám exilu a problematice konverze v raném novověku. / Der Konvertit und Exulant Georg Holik. Ein Beitrag zur Geschichte des Exils und zur Konversionsproblematik in der Frühen Neuzeit. Pelhřimov: Nová tiskárna, 2016. 668 s. ISBN 978-80-7415-135-4